# Oldeforældre
Oldeforældre er en persons bedsteforældres far og mor, der er vedkommendes oldefar (tidl. også oldefader) og oldemor (tidl. også oldemoder). Ordene kommer af gammeldansk aldæfathær og aldamothær, der formentlig er afledt af middelnedertysk oldevader (gammelfader) og oldemōder (gammelmor).
Oldefar og oldemor betegner i dag bedsteforældres far og mor, men blev i middelalderen anvendt som fællesbetegnelse for hhv. farfar og morfar (svarende til bedstefar på nudansk) og farmor/mormor (svarende til bedstemor på nudansk). I løbet af 1600-tallet blev oldefar og oldemor fortrængt af hhv. farfar/morfar og farmor/mormor og fik deres nuværende betydning 'bedstefars far' og 'bedstefars mor'. I nogle dialekter (fx ærøsk) bevarede oldefar og oldemor dog betydningen 'bedstefar' og 'bedstemor' ind i 1900-tallet.